# Веа, Тимоти
Тимоти Тарпе Веа (англ. Timothy Tarpeh Weah; род. 22 февраля 2000, Бруклин, Нью-Йорк) — американский футболист, полузащитник клуба «Ювентус» и сборной США.

## Клубная карьера
В 2013 году начал заниматься в академии клуба «Нью-Йорк Ред Буллз». К системе французского «Пари Сен-Жермен» он присоединился в 2014 году и выступал за юношеские команды этого клуба в течение трёх сезонов. В 2017 году Веа был переведён в резервную команду парижан. Его дебют за взрослую команду «Пари Сен-Жермен» состоялся 3 марта 2018 года в матче чемпионата Франции против клуба «Труа». Веа продлил контракт с парижанами в январе 2019 года и перешёл в аренду на шесть месяцев в шотландский «Селтик».
29 июня 2019 года Веа перешёл в «Лилль», подписав пятилетний контракт. Финансовые условия сделки не были разглашены, но газета L’Equipe сообщила, что «Лилль» заплатил «ПСЖ» около 10 млн евро (11,37 млн долларов).
1 июля 2023 года Веа перешёл в «Ювентус» за 10,3 млн евро (11,2 млн долларов) с возможным увеличением суммы на 3,1 млн евро в виде бонусов в зависимости от достижения им определённых показателей. 4 января 2024 года он забил свой первый гол за «Ювентус» в матче ⅛ финала Кубка Италии 2023/24 против «Салернитаны».

## В сборной
В составе юношеской сборной США до 17 лет принимал участие на юношеском чемпионате мира 2017. Отыграл на турнире все пять встреч, а его сборная дошла до четвертьфинала.
27 марта 2018 года дебютировал в сборной США, выйдя на замену на 86-й минуте товарищеского матча со сборной Парагвая. Он стал первым игроком в американской сборной, родившимся в 2000 году. 28 мая 2018 года в товарищеском матче со сборной Боливии забил свой первый гол за сборную США.
Был включён в состав сборной на чемпионат мира 2022.
Был включён в состав сборной на Кубок Америки 2024.

## Личная жизнь
Сын бывшего футболиста и 25-го президента Либерии Джорджа Веа-старшего. Его старший брат, Джордж Веа-младший, также был футболистом.

## Достижения

### Командные
«Лилль»
- Чемпион Франции: 2020/21
- Обладатель Суперкубка Франции: 2021

«Ювентус»
- Обладатель Кубка Италии: 2023/24

Сборная США
- Победитель Лиги наций КОНКАКАФ: 2019/20[16], 2022/23[17], 2023/24[18][19]